# Степовое (Тернопольская область)
Степовое (укр. Степове) — село в Подгаецкой городской общине Тернопольского района Тернопольской области Украины.
До 2020 года входило в Подгаецкий район.
Население по переписи 2001 года составляло 185 человек. Почтовый индекс — 48013. Телефонный код — 3542.